# Dowland (krater)
För andra betydelser, se Dowland.
Dowland är en nedslagskrater på planeten Merkurius. Dowland är ungefär 158 kilometer i diameter.
1979 namngavs den efter kompositören John Dowland.